# Stewartville
Stewartville é uma cidade localizada no estado americano de Minnesota, no Condado de Olmsted.

## Demografia
Segundo o censo americano de 2000, a sua população era de 5411 habitantes.
Em 2006, foi estimada uma população de 5518, um aumento de 107 (2.0%).

## Geografia
De acordo com o United States Census Bureau tem uma área de
5,5 km², dos quais 5,4 km² cobertos por terra e 0,1 km² cobertos por água. Stewartville localiza-se a aproximadamente 374 m acima do nível do mar.

## Localidades na vizinhança
O diagrama seguinte representa as localidades num raio de 24 km ao redor de Stewartville.